# 川崎市アメリカンフットボール協会
川崎市アメリカンフットボール協会（かわさきしアメリカンフットボールきょうかい）は川崎市における「普及・発展」、「市内青少年のスポーツ需要への対応」を趣意に、日本アメリカンフットボール協会のバックアップを受けて1992年5月に設立された。

## 加盟団体
- 法政大学体育会アメリカンフットボール部
- 専修大学体育会アメリカンフットボール部
- 慶應義塾大学体育会アメリカンフットボール部
- 関東学院大学体育会アメリカンフットボール部
- 聖マリアンナ医科大学アメリカンフットボール部
- 法政大学第二高等学校アメリカンフットボール部
- 富士通アメリカンフットボール部フロンティアーズ
- クラブオックス川崎アメリカンフットボールクラブ
- 日本フラッグフットボール連盟川崎支部

## 大会
- 川崎シリーズ　-毎年4～5月に開催